# Kazuma Tsuboi
Kazuma Tsuboi (japanisch 坪井 一真 Tsuboi Kazuma; * 9. Dezember 1998 in der Präfektur Osaka) ist ein japanischer Fußballspieler.

## Karriere
Kazuma Tsuboi erlernte das Fußballspielen in der Jugendmannschaft des Erstligisten Cerezo Osaka sowie in der Universitätsmannschaft der Kindai University. Seinen ersten Vertrag unterschrieb er im Februar 2021 bei Vanraure Hachinohe. Der Verein aus Hachinohe, einer Hafenstadt in der Präfektur Aomori im Nordosten von Honshū, spielte in der dritten japanischen Liga, der J3 League. Sein Profidebüt gab Kazuma Tsuboi am 14. März 2021 (1. Spieltag) im Auswärtsspiel gegen den FC Gifu. Hier stand er in der Startelf und spielte die kompletten 90 Minuten.